# Haemanthus unifoliatus
Haemanthus unifoliatus är en amaryllisväxtart som beskrevs av Deirdré Anne Snijman. Haemanthus unifoliatus ingår i släktet Haemanthus och familjen amaryllisväxter. Inga underarter finns listade i Catalogue of Life.